# 마쓰다이라 가타타카

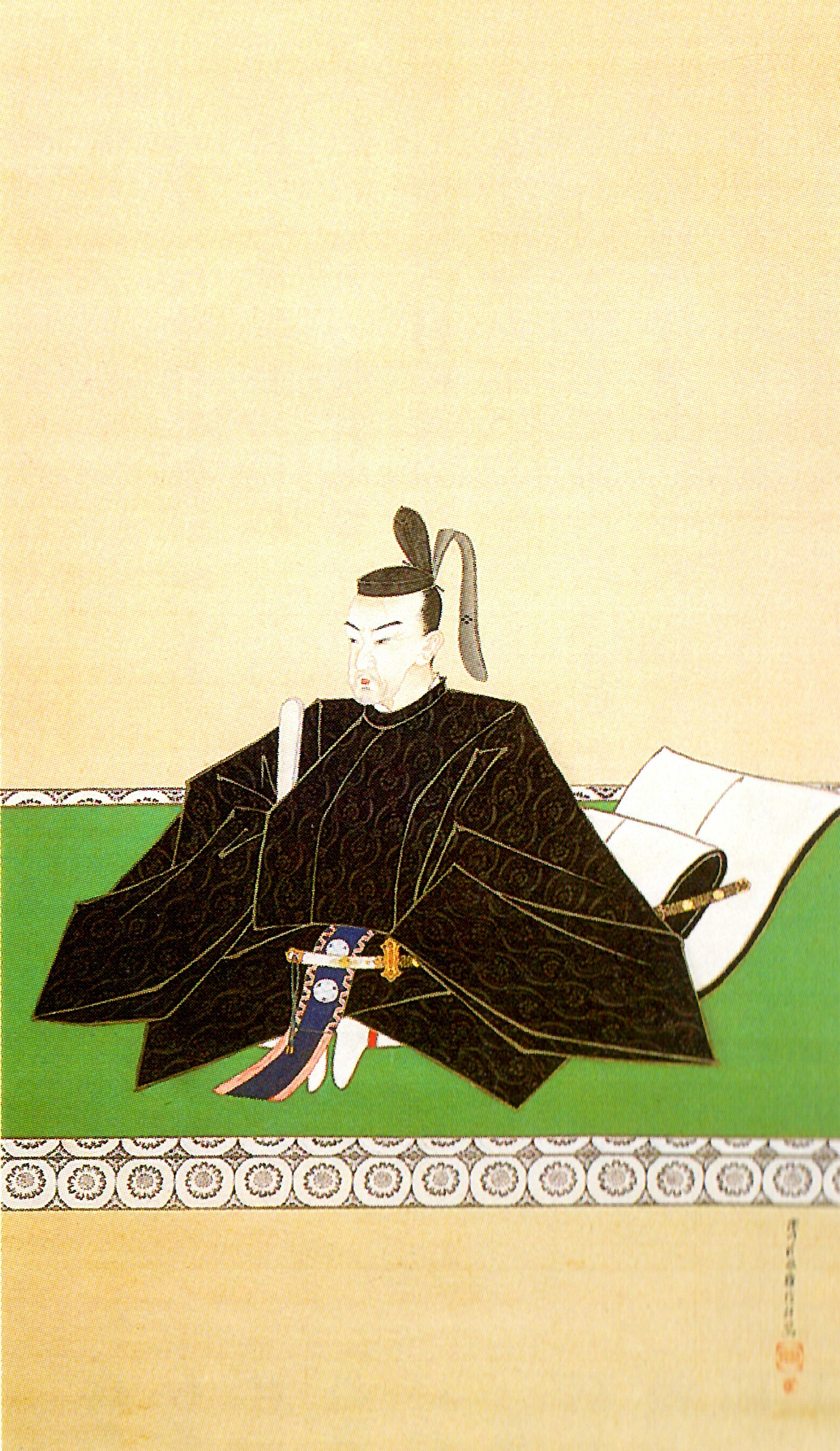
마쓰다이라 가타타카

마쓰다이라 가타타카(일본어: 松平容敬, 1806년 6월 14일 ~ 1852년 2월 29일)는 일본 에도 시대의 다이묘로, 아이즈번의 8대 번주이다. 어릴적 이름은 게이자부로(慶三郎)이며, 관위는 정4위, 소장이다.
외부에는 아이즈 번의 6대 번주 마쓰다이라 가타오키의 셋째 아들로 알려졌으나, 원래는 다카스 번주 마쓰다이라 요시나리(松平義和)의 넷째 아들로 태어났다. 선대 번주 마쓰다이라 가타히로의 양자로 들어가서 분세이 5년(1822년)에 번주로 취임했다. 이이 나오스케로부터 막부의 충복이라는 평가를 받았다. 가에이 5년(1852년), 47세의 나이로 사망하였고, 양자인 가타모리가 그 뒤를 이었다.
| 전임 마쓰다이라 가타히로 | 제8대 아이즈번 번주 (호시나 마쓰다이라 가문) 1822년 ~ 1852년 | 후임 마쓰다이라 가타모리 |